# Jansher Khan
Jansher Khan (Urdu جان شیر خان; * 15. Juni 1969 in Peschawar) ist ein ehemaliger pakistanischer Squashspieler. Er gewann achtmal die Weltmeisterschaft und war jahrelang Weltranglistenerster.

## Karriere
In Jansher Khans Familie hatte Squash Tradition, sein Bruder Mohibullah wurde bereits 1976 Vizeweltmeister.
Als Jansher 1986 Junioren-Weltmeister wurde, startete er gleichzeitig seine Profikarriere. Während der 1980er-Jahre waren Jansher und Jahangir Khan, mit dem Jansher nicht näher verwandt ist, die beiden dominierenden Spieler auf der PSA Tour. Die Rivalität zwischen den beiden Spielern war prägend für diese Ära: Insgesamt 37-mal trafen die beiden bei Turnieren aufeinander, wovon Jansher 19-mal als Sieger hervorging. Nachdem Jahangir seine Karriere in den frühen 1990er-Jahren beendete, dominierte Jansher die PSA Tour alleine.
Bereits 1987 gewann Jansher seinen ersten Weltmeistertitel, als er Chris Dittmar im Finale bezwang. Im Folgejahr unterlag er Jahangir im Finale jedoch in drei Sätzen. Es folgten zwei weitere Titelgewinne 1989 und 1990, abermals mit Finalsiegen über Chris Dittmar. Von 1992 bis 1996 gewann Jansher Khan fünf Weltmeistertitel in Folge. Zunächst erneut gegen Chris Dittmar, dann gegen Jahangir Khan sowie gegen Peter Marshall, Del Harris und Rodney Eyles. Alle fünf Finalspiele gewann er in vier Sätzen. Er verzichtete 1997 auf die Verteidigung seines Titels, da die WM in Malaysia ausgetragen wurde. Jansher hatte sich von seiner malaysischen Frau getrennt und laut einem Beschluss eines malaysischen Gerichts war Jansher zu einer Unterhaltszahlung für seinen Sohn Kamran Khan verpflichtet. Dieser wurde wie sein Vater ebenfalls Profispieler.
Mit der pakistanischen Nationalmannschaft nahm er 1987, 1989, 1991, 1993 und 1995 an Weltmeisterschaften teil. 1987 und 1993 wurde er mit ihr Weltmeister. Zwischen 1992 und 1997 gewann er außerdem sechsmal in Folge die British Open. Die PSA Super Series gewann er 1992/93, 1993/94, 1996/97 und 1997/98.
2001 verkündete Jansher Khan, der 1999 seine letzte Begegnung bestritten hatte, offiziell seinen Rücktritt aufgrund anhaltender Verletzungen. Er gewann 99 Profititel während seiner Karriere und stand in 19 weiteren Finals, insgesamt sechs Jahre lang war er Weltranglistenerster. 2001 wurde er in die World Squash Hall of Fame aufgenommen. Im Jahr 2010 wurde er zum pakistanischen Nationaltrainer ernannt.

## Erfolge
- Weltmeister: 8 Titel (1987, 1989, 1990, 1992, 1993, 1994, 1995, 1996)
- Weltmeister mit der Mannschaft: 1987, 1993
- Gewonnene PSA-Titel: 99
- 91 Monate Weltranglistenerster